# Juniorvärldsmästerskapen i konstsim 1997
Juniorvärldsmästerskapen i konstsim 1997 arrangerades mellan den 29 juni och 3 juli 1997 i Moskva i Ryssland. Det var den femte upplagan av juniorvärldsmästerskapen i konstsim.

## Resultat
| Gren | Guld | Guld   | Silver | Silver | Brons | Brons  |
| Solo | Aleksandra Vasina Ryssland | 91,390 | Jang Yoon-kyeong Sydkorea | 90,639 | Valérie Hould-Marchand Kanada | 89,961 |
| Par  | Sydkorea Jang Yoon-kyeong Kim Min-jeong | 91,286 | Ryssland Aleksandra Vasina Jekaterina Androtjina                                                                                            | 90,608 | Japan Ayano Egami Ikuyo Kihusawa | 89,282 |
| Lag  | Ryssland Aleksandra Vasina Darja Kurban Jekaterina Androtjina Tatjana Zujeva Olga Leonova Anna Sjorina Olga Vasjukova Jelena Soja Anna Melnikova Elvira Chasianova | 91,194 | Japan Ayano Egami Ikuyo Kihusawa Satoe Hokoda Yu Morimoto Mari Nomura Naoko Kawashima Marika Adachi Chino Ogawa Asami Yamauchi Kanako Kitao | 89,396 | USA Brynn Butzman Rebecca Martin Erin Dobratz Christina McClelland Kathryn Enos Lauren McFall Marlena Marshall Lindsey Wigginton Victoria Bowen Kristin Schneider | 89,357 |

## Medaljtabell
| Nr                  | Nation              | Guld | Silver | Brons | Totalt |
| ------------------- | ------------------- | ---- | ------ | ----- | ------ |
| 1                   | Ryssland (RUS)      | 2    | 1      | 0     | 3      |
| 2                   | Sydkorea (KOR)      | 1    | 1      | 0     | 2      |
| 3                   | Japan (JPN)         | 0    | 1      | 1     | 2      |
| 4                   | Kanada (CAN)        | 0    | 0      | 1     | 1      |
| 4                   | USA (USA)           | 0    | 0      | 1     | 1      |
| Totalt (5 nationer) | Totalt (5 nationer) | 3    | 3      | 3     | 9      |

## Deltagande nationer
- Australien
- Belarus
- Belgien
- Brasilien
- Bulgarien
- Chile
- Egypten
- Frankrike
- Grekland
- Israel
- Italien
- Japan
- Kanada
- Kina
- Mexiko
- Nederländerna
- Nya Zeeland
- Polen
- Ryssland
- Schweiz
- Spanien
- Storbritannien
- Sydafrika
- Tyskland
- Ukraina
- Ungern
- USA